# Shin Megami Tensei: Devil Children
Shin Megami Tensei: Devil Children (真・女神転生 デビルチルドレン Shin Megami Tensei Debiru Chirudoren?, "Den sanna gudinnans återfödelse: Djävulsbarn"), även känd som Demikids, är en datorrollspelsserie som utvecklades av Multimedia Intelligence Transfer och gavs ut av Atlus mellan 2000 och 2004. Serien är en spinoff från Megami Tensei, men med barn som målgrupp.

## Spel

### Huvudserien
Red Book, Black Book och White BookRed och Black släpptes till Game Boy Color den 17 november 2000, och har varsin protagonist och handling. Den tredje versionen, White, som också har sin egen protagonist och handling, släpptes den 27 juli 2001. En kombinerad Playstation-port av Red och Black släpptes den 28 mars 2002.
Light Version och Dark VersionSläpptes till Game Boy Advance den 15 november 2002 i Japan, och den 6 respektive 7 oktober 2003 i Nordamerika. De är de enda spelen i serien som har släppts utanför Japan, och marknadsfördes i Nordamerika som Demikids.
Book of Fire och Book of IceSläpptes till Game Boy Advance den 12 december 2003.

### Spinoffs
Card SummonerEtt datorspel som baserades på Devil Children-samlarkorten, och som släpptes till Game Boy Color år 2001.
Puzzle de Call!Ett pusselspel som släpptes till Game Boy Advance den 25 juli 2003.
Messiah RiserEtt realtidsstrategispel som släpptes till Game Boy Advance den 4 november 2004. Det är en spinoff från Book of Fire och Book of Ice, med samma figurer, och handlar om ett "djävulsbarn" som kallas Messiah Riser.

## Annan media
Två anime-serier som baserades på Red Book, Black Book, Light Version och Dark Version har sänts i Japan: Shin Megami Tensei: DeviChil (真・女神転生デビチル Shin Megami Tensei: DebiChiru?) som producerades av TMS Entertainment och Actas, och sändes mellan den 7 oktober 2000 och den 29 september 2001; och Shin Megami Tensei: D-Children Light & Dark (真・女神転生Dチルドレン ライト&ダーク Shin Megami Tensei: DīChirudoren Raito ando Dāku?) där avsnitt 1-26 producerades av Actas och 27-52 av Studio Comet, och som sändes mellan den 5 oktober 2002 och den 27 september 2003.
Utöver animen finns även två manga, som tecknades av Hideaki Fujii och publicerades i Kodanshas magasin Comic Bom Bom. Dessa kallades Shin Megami Tensei Devil Children och Shin Megami Tensei Devil Children: Light&Dark.